# 長角小寬角水蚤
長角小寬角水蚤（学名：Temorites longicornis）为深角水蚤科小宽角水蚤属下的一个种。其种加词“longicornis ”意为“长角的”。